# Perrottetia excelsa
Perrottetia excelsa är en tvåhjärtbladig växtart som beskrevs av C.L. Lundell. Perrottetia excelsa ingår i släktet Perrottetia och familjen Dipentodontaceae. Inga underarter finns listade.